# 十年 (2015年の映画)
『十年』（じゅうねん、原題：十年、英題：Ten Years）は、2015年12月公開の香港映画。5人の若手映画監督が10年後（2025年）にディストピアとなった香港を描くオムニバス映画である。台湾公開は2016年8月5日。日本公開は2017年7月22日。

## 概要
自主制作映画であり、2015年12月17日の封切り時に上映する映画館は1館のみであったが、口コミによって評価が広がり、香港中で上映されるようになった。制作費は短編5話の合計で50万香港ドルだが、2016年2月の上映最終日までの香港での興行収入は、『スター・ウォーズ/フォースの覚醒』を上回る600万香港ドルを超えている。
2016年の第35回香港電影金像奨では最優秀作品賞を受賞している。その一方で環球時報などの中国の国営メディアは「思考のウイルス」と酷評したほか、インターネットサービス大手のテンセントでは香港電影金像奨授賞式のネット中継を予定していたが、本作のノミネートを受けてを中継を取り止めている。

## 各話

### エキストラ
中国語: 浮瓜、英語: Extras
監督：クォック・ジョン（郭臻）

### 冬のセミ
中国語: 冬蟬、英語: Season of the End
監督：ウォン・フェイパン（黄飛鵬）

### 方言
中国語: 方言、英語: Dialect
監督：ジェヴォンズ・アウ（歐文傑）

### 焼身自殺者
中国語: 自焚者、英語: Self-Immolator
監督：キウィ・チョウ（周冠威）

### 地元産の卵
中国語: 本地蛋、英語: Local Egg
監督：ン・ガーリョン（伍嘉良）
出演：リウ・カイチー
原題にある「本地」という文字は、2025年の香港では禁句になっているという設定である。映画の中の香港では、紅衛兵をモチーフとした少年団が巡回し、「本地」という言葉を使う香港市民の取り締まりを行っている。「地元産の卵（本地蛋）」と書かれた蛋（鳥の卵）を売っている雑貨店には少年団が押しかけ、香港で唯一卵を生産していた養鶏業者も当局のいやがらせから生産の中止を決定する。
香港で、映画製作当時は愛国教育が盛んに行われ「中国人」を強調する動きが強まっていた。このことから、香港の独自性をアピールする「本土」や「本地」などの言葉がいつか規制されて語れなくなるのではないか、という不安を伝えようとする内容となっている。「香港独立」を意味する「港独」という言葉を語ると、罪に問われかねない空気が映画製作当時の香港では強まっていた。2015年に起きた銅鑼灣書店股東及員工失蹤事件を想起させるような少年団に卵を投げつけられる書店も登場する。
伍嘉良は、2012年に起きた香港への愛国教育の導入に対する反対運動をきっかけに本作のプロットを考えついたと語っている。本作の発表後、伍嘉良には自身の安全を心配する声や、今後業界から干される可能性を懸念する声がかけられたという。

## 賞歴
- 2016年 第35回香港電影金像奨 - 最優秀作品賞
- 2015年 第22回香港電影評論学会大奨 - 推薦映画

## 国際共同プロジェクト
本作を元に日本、タイ、台湾の共同プロジェクトとして、それぞれの国の10年後を描く「十年 日本（仮）」、「十年 タイ（仮）」、「十年 台湾（仮）」の制作が発表され、それぞれ2018年に各国で公開された。
十年 Ten Years Japan
2017年10月16日に釜山国際映画祭で制作が発表された。製作総指揮は是枝裕和が行い、以下の監督と手がけるオムニバス短編が発表された。
- 早川千絵「PLAN75」
- 木下雄介「いたずら同盟」
- 津野愛「DATA」
- 藤村明世「その空気は見えない」
- 石川慶「美しい国」

十年 Ten Years Thailand
- アーティット・アッサラット - プロデューサー兼監督
- 監督
  - アピチャートポン・ウィーラセータクン
  - ウィシット・サーサナティヤン
  - チューキアット・サックウィーラクン
  - チュラヤーンノン・シリポン(Chulayarnnon Siriphol)

十年 台湾（Ten Years Taiwan）
- シー・ヘン・クエック(Shee-heng KUEK) - ラインプロデューサー
- 監督
  - リナ・ソウ(Rina Tsou)
  - ペイジュ・シー(Pei-Ju Hsieh)
  - レケル・スミ(Lekal Sumi)
  - ロウ・ケック・フワット(Lau Kek Huat)
  - ルー・ポー・シュン(Lu Po-shun)